# Alexandre Hilferding
Pour les articles homonymes, voir Hilferding.
Alexandre Fiodorovitch Hilferding, ou Gilferding selon la transcription russe (en russe : Александр Фёдорович Гильферди́нг), né le 2 juillet 1831 (14 juillet dans le calendrier grégorien) à Varsovie, mort le 20 juin 1872 (2 juillet dans le calendrier grégorien) à Kargopol, est un diplomate de l'Empire russe, slaviste et slavophile, folkloriste, collecteur de bylines et chercheur dans ce domaine, membre correspondant de l'Académie des sciences de Saint-Pétersbourg à partir de 1856.

## Biographie
Sa famille, d'origine allemande, s'est établie à Moscou au début du XVIIIe siècle. Son père, Fiodor Ivanovitch Hilferding, est directeur du bureau du gouverneur général du Royaume de Pologne (ou Royaume du Congrès), et il est le neveu de Ivan Fiodorovitch Hilferding, officier, enseignant et traducteur d'allemand. Grâce à des répétiteurs privés, il reçoit une bonne éducation, apprend plusieurs langues et se familiarise avec les dialectes slaves. Sa mère meurt le 12 février 1841, alors qu'il n'a pas encore dix ans.
En 1852, il est diplômé de la faculté de philologie historique de l'Université de Moscou. Conseillé par Alexeï Khomiakov, il se met à l'étude du sanskrit et fait paraître en 1853 un essai sur « les similitudes entre la langue slave et le sanskrit » dans le Bulletin de l'Académie des Sciences ; il défend sa thèse de maîtrise sur ce thème. Il étudie l'histoire et la langue des Slaves de la Baltique, en particulier des Cachoubes et des Slovinces, et publie en 1862 un ouvrage intitulé Vestiges des populations slaves sur le rivage sud de la Mer Baltique.
Il sert au sein du Ministère des Affaires étrangères et est nommé en 1856 consul en Bosnie. Il y rédige un ouvrage sur « la Bosnie, l'Herzégovine et l'ancienne Serbie », paru en 1859, qui constitue une esquisse de l'histoire de ces pays. En Bosnie, il commence aussi à collecter des manuscrits, activité qu'il poursuivra pendant son voyage en Macédoine dans les années 1860. En 1858, il publie une brochure en français, intitulée « Les Slaves occidentaux ». C'est à la fin de cette année 1858 qu'il épouse à l'étranger la Moscovite Varvara Frantsevna Ridel.

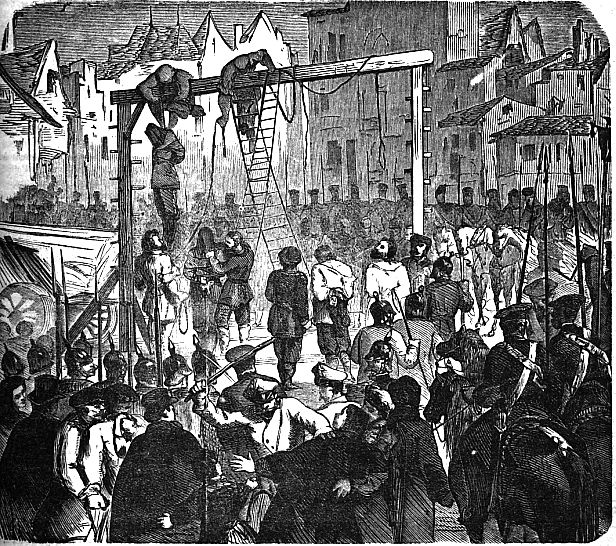
Insurgés polonais pendus par les Russes à Varsovie.

En 1861, il entre au service de la Chancellerie d'État. En 1863, au moment de la répression de l'insurrection polonaise, il rédige, sur les instructions de Milioutine, différents projets de réformes politiques du Royaume de Pologne, dont un projet de réorganisation du département de l'éducation nationale. Par la publication d'articles dans Le Jour et L'Invalide russe, il informe le public de la situation en Pologne. C'est à cette époque qu'il fait paraître une brochure anonyme en anglais, The Polish Question (publiée en russe dans le second tome de ses œuvres complètes).
Son père meurt en 1864. Parallèlement à ses études théoriques, Hilferding est activement engagé dans des activités sociales et politiques. Slavophile, il soutient Ivan Aksakov et Iouri Samarine, et dirige en 1867 la branche pétersbourgeoise, nouvellement créée, de la Société de Bienfaisance slave (Comité slave).
Il dirige également le département d'Ethnographie de la Société impériale russe de géographie.
Après la publication du recueil de « Chansons, collectées par P.N. Rybnikov », Hilferding entreprend, du 30 juin au 27 août 1871, un voyage d'études dans le gouvernement d'Olonets, au cours duquel il collecte 318 bylines, écoute 70 conteurs (parmi lesquels Vassili Chtchegolenok), ce qui donne lieu à un manuscrit de 2 000 pages et lui permet de compléter la collecte folkloristique de Rybnikov.

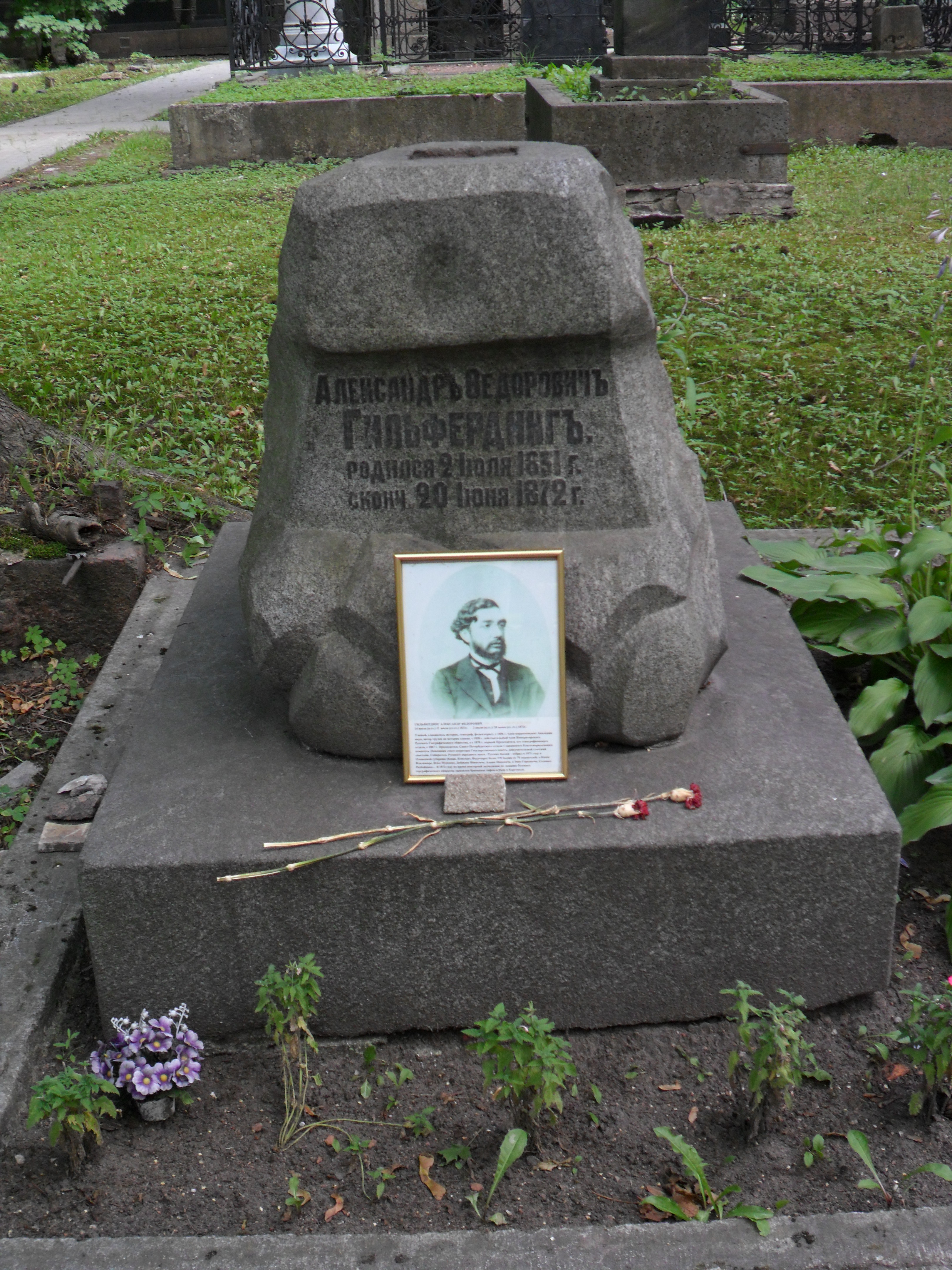
La tombe d'A. Hilferding au cimetière Novodevitchi de Saint-Pétersbourg

Durant l'été 1872, Hilferding organise un nouveau voyage dans le gouvernement d'Olonets. Son projet était de visiter l'ouïezd de Kargopol pour y étudier la tradition populaire orale, mais sa mort subite l'empêchera de le mener à bien. Arrivé à Kargopol le 15 juin 1872, il tombe malade, et le 20 juin 1872 (2 juillet dans le calendrier grégorien), il meurt du typhus, à l'âge de 41 ans. La cérémonie religieuse a lieu le 23 juin dans l'Église de la Nativité, et il est enterré dans le cimetière de la ville.
Par la suite, à la demande de son épouse, Varvara Frantsevna, le cercueil contenant son corps est exhumé et transféré à Saint-Pétersbourg, où le 4 juillet 1872 a lieu une nouvelle cérémonie d'inhumation au cimetière de Novodievitchi, en présence d'une nombreuse assistance.
Bien que la mort l'ait empêché de terminer la tâche entreprise, le résultat de ses recherches a été publié à titre posthume sous le nom de Bylines d'Onega. Son activité a éveillé l'intérêt pour la collecte folkloristique de nombreux autres chercheurs, dans le gouvernement d'Olonets mais aussi dans ceux, voisins, d'Arkhangelsk et de Vologda. Il a notamment eu comme successeurs, au XXe siècle, les frères Boris et Iouri Sokolov. Une partie de sa bibliothèque est rachetée par le bibliophile Alexeï Khloudov.

## Sujets d'études

### Études cachoubes

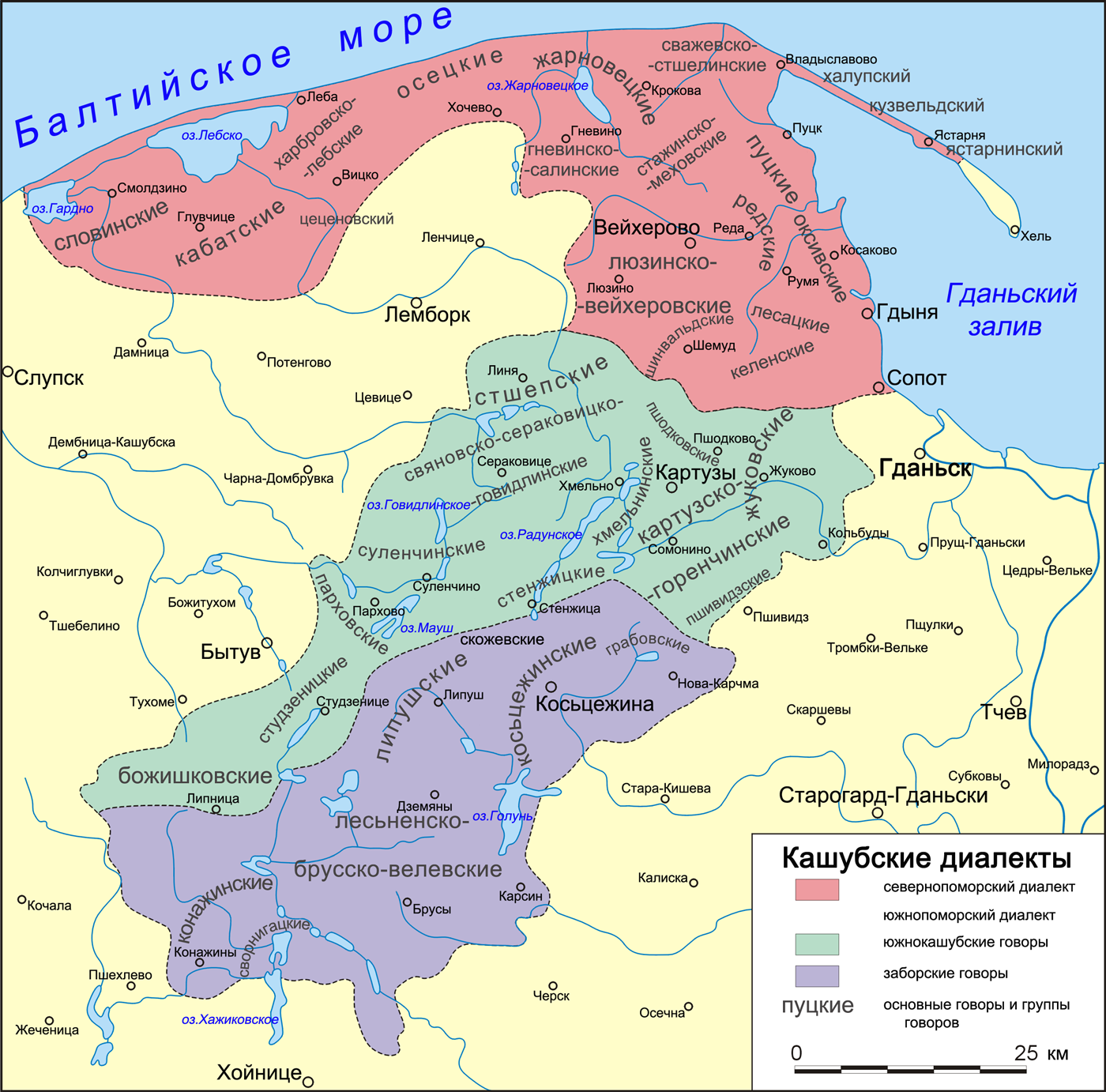
Les dialectes cachoubes dans la 1ère moitié du XX, selon Friedrich Lorentz.

On attribue souvent à Hilferding la dénomination de Slovinces (en polonais : Słowińcy) pour désigner les Wendes gagnés au luthéranisme de Poméranie orientale, parfois aussi appelés Cachoubes de Leba. Toutefois ce terme existait bien avant Hilferding. Les pasteurs luthériens Simon Krofey (1586) et Michael Pontanus (de son nom allemand Brüggemann, 1643) parlent d'une langue slovince (qu'ils appellent wendisch en allemand et – par association erronée – vandalicus en latin). Friederich von Dreger, conseiller de guerre et des domaines en Poméranie, écrit en 1748 : « La plupart des villages, en particulier en Poméranie orientale, restent habités par des Wendes, de même que de l'autre côté de la rivière Stolpe (Słupia en polonais) la langue wende est encore utilisée par les paysans, la messe y est dite en cette langue, que l'on appelle par erreur cachoube, parce que les Cachoubes, les Poméraniens et les Polonais avaient en effet une même langue, mais le véritable territoire cachoube se trouvait autour de Belgard,... Neustettin, Dramburg et Schievelbein. ».
Les Slovinces, toutefois, semblent avoir utilisé eux-mêmes cette dénomination comme un simple synonyme de Cachoubes, en répondant lorsqu'on les interrogeait à ce sujet : « Nous sommes Slovinces, les Slovinces et les Cachoubes sont la même chose ». Florian Cejnowa et Hilferding n'ont pas été les seuls à étudier la langue et les légendes des Cachoubes, mais ils ont eu une plus grande influence et ont poussé d'autres chercheurs à enquêter. Hilferding a été le premier à décrire les particularités des Cachoubes et de leur langue, et on lui doit les premières informations sur l'étendue des dialectes cachoubes. En 1856, il a voyagé en pays cachoube et établi les limites de la Poméranie cachoube contemporaine. Il a effectué des recherches sur la langue cachoube, en décrivant ses propriétés et ses origines.

### Linguistique comparative

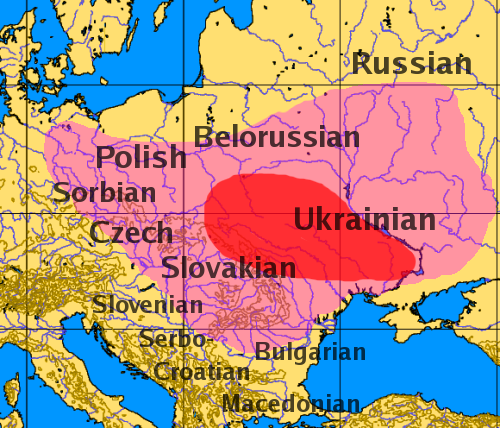
L'origine historique des langues slaves.

Bien que Hilferding soit surtout connu pour ses travaux sur les Slovinces, l'autre partie importante de ses travaux – la recherche sur les relations entre les langues slaves et le sanskrit – est souvent négligée. Dans son essai paru en 1853 et intitulé Similitudes entre la langue slave et le sanskrit, il se livre à la première comparaison systématique des correspondances phonétiques entre les deux langues et fournit une liste de plusieurs centaines de mots apparentés. Étant un expert en de nombreuses langues slaves, et non pas seulement en russe, et connaissant aussi les dialectes russes, il ne se limite pas à la langue russe mais prend en compte toutes les principales langues slaves. Bien que certaines de ses étymologies soient apparues incorrectes, cet essai, injustement oublié de nos jours, demeure insurpassé dans ce domaine. On peut lire dans l'introduction de son ouvrage :

« La linguistique est encore une science très jeune. Par conséquent, même si elle a atteint de grandes réalisations au cours de ses 36 ans d'existence, elle comporte encore des lacunes considérables. L'une de ses lacunes les plus importantes concerne la langue slave. La science de la linguistique est née en Allemagne et elle doit aux savants allemands ses découvertes les plus importantes. Il est naturel que, tout en conservant comme base le sanskrit – langue qui a conservé le plus fidèlement l'état originel de la langue indo-européenne, dispersé, déformé ou perdu dans d'autres langues apparentées, ils se soient surtout attachés aux langues qu'ils connaissaient le mieux, à savoir le grec, le latin et tous les dialectes germaniques. D'autres langues ont beaucoup moins attiré leur attention. Pourtant il est étrange que parmi toutes les autres langues, le slave occupe la dernière place dans leurs travaux. Ils préfèrent fonder leurs conclusions sur le zend, le lituanien ou le celtique que sur la langue riche et florissante de la tribu qui occupait la partie orientale de l'Europe. Ce phénomène est difficile à expliquer : soit ils sont incapables d'apprendre la langue slave (alors qu'ils parviennent à apprendre une langue qui n'était connue de personne, avec une écriture inconnue, comme le vieux-perse), soit ils sont perdus parmi la multitude de dialectes slaves qui ont une importance égale pour un scientifique, soit encore ils ne souhaitent pas aborder le sujet, estimant qu'il devrait être développé par des Slaves eux-mêmes. Quoi qu'il en soit, la linguistique comparée, créée en Occident par des savants allemands, ignore la langue slave ; elle sait seulement qu'il existe une langue assez riche à l'intérieur de la famille indo-européenne, connue comme « slave ». Mais qu'est-ce que cette langue ? Quelle est sa relation avec les langues apparentées ? Ne le demandez pas à la linguistique de nos voisins occidentaux. »

— A. Hilferding, О сродстве языка славянского с санскритским

## Publications
(liste non exhaustive)
- О сродстве языка славянского с санскритским (« Similitudes entre la langue slave et le sanskrit », 1853
- Об отношении языка славянского к языкам родственным (« Relations entre la langue slave et les langues apparentées »), 1853
- История балтийских славян (« Histoire des Slaves de la Baltique »), 1855
- Народное возрождение сербов-лужичан в Саксонии (« La renaissance nationale des Sorabes en Saxe »), 1856
- Неизданное свидетельство современника о Владимире Святом и Болеславе Храбром (« Témoignage inédit d'un contemporain sur Saint Vladimir et Boleslav le Brave »), 1856
- Письма об истории сербов и болгар (« Lettres sur l'histoire des Serbes et des Bulgares »), 1856-59
- Развитие народности у западных славян (« Le développement du sentiment national chez les Slaves occidentaux »), 1858
- Босния, Герцеговина и Старая Сербия (« La Bosnie, l'Herzégovine et la Serbie ancienne »), 1859
- Венгрия и славяне (« La Hongrie et les Slaves »), 1860
- Борьба славян с немцами на Балтийском поморье в средние века (« La lutte des Slaves et des Allemands sur la côte Baltique au Moyen Âge »), 1861
- Государственное право сербского народа в Турции (« Le droit public du peuple serbe en Turquie »), 1861
- В чем искать разрешения польскому вопросу (« À la recherche d'une solution à la question polonaise »), 1863
- Древний Новгород (« L'ancienne Novgorod »), 1863
- Сельская община (« La communauté villageoise »), 1866
- Истории славян (« Histoire des Slaves »), 1868 - 2 premiers chapitres seulement :
  - Славяне в виду других племён арийских (« Les Slaves par rapport aux autres tribus aryennes »)
  - Венеты (« Les Wendes »)
- Общеславянская азбука с приложением образцов славянских наречий (« L'alphabet pan-slave avec exemples d'applications aux dialectes slaves »), 1871
- Гус. Его отношение к Православной Церкви (« Jan Hus. Ses relations avec l'Église orthodoxe »), 1871
- Онежские былины, записанные Александром Федоровичем Гильфердингом летом 1871 года (« Bylines d'Onega, notées par A.F. Hilferding durant l'été 1871 ») (posthume)
- Nombreux articles dans Денъ (« Le Jour »), Московские ведомости (« Nouvelles de Moscou »), Русский инвалид (« L'Invalide russe ») et autres.